# Swetoslaw Slawtschew

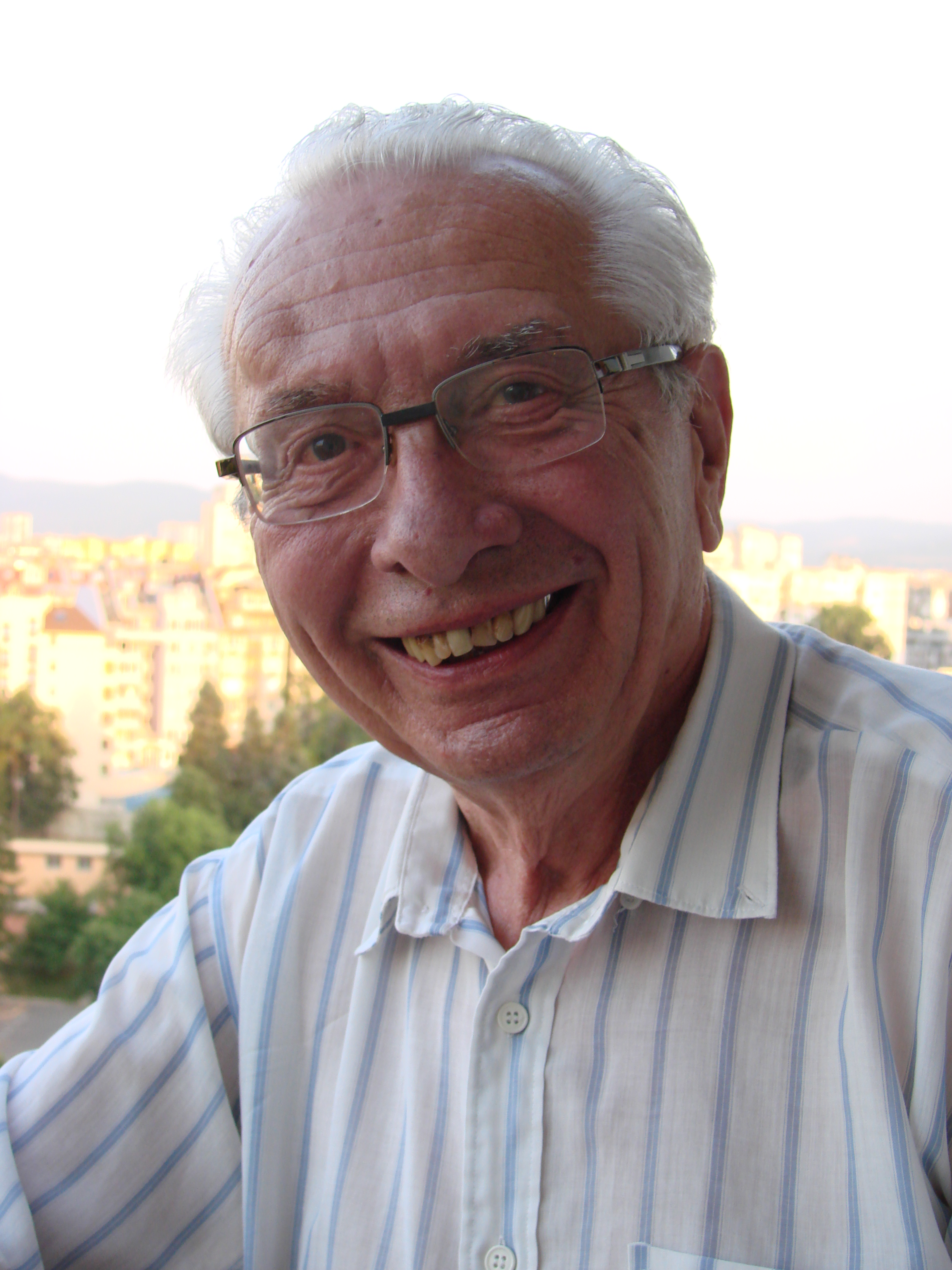
Swetoslaw Slawtschew (2012)

Swetoslaw Slawtschew, bulgarisch Светослав Славчев, gebräuchliche Transliteration Svetoslav Slavčev (* 18. Dezember 1926 in Lukowit; † 13. November 2016 in Sofia), war ein bulgarischer Schriftsteller, der im Ausland vor allem für seine Kriminalromane und seine Science-Fiction bekannt war, aber auch populärwissenschaftliche Werke verfasste und als Redakteur, Journalist, Dramatiker und Drehbuchautor tätig war.

## Leben
Slawtschew studierte Medizin und arbeitete danach zunächst als Arzt. Ab 1967 war er 22 Jahre lang stellvertretender Chefredakteur der bulgarischen Zeitschrift Kosmos, in der neben populärwissenschaftlichen Artikeln auch Science-Fiction-Geschichten erschienen. Slawtschew hat mehr als 25 Bücher veröffentlicht und daneben Stücke und Drehbücher für Fernsehen und Radio verfasst. In der DDR wurden vor allem einige seiner Kriminalromane und -erzählungen übersetzt, sie sind in der DIE-Reihe bzw. in der Reihe Blaulicht erschienen.
Als Slawtschews Übersetzer fungierte Egon Hartmann, den Sci-Fi-Auswahlband von 1989 übersetzte Erik Simon.

## Werke auf Deutsch

### Kriminalliteratur
- Die unsichtbaren Barrikaden (Невидимите барикади, 1967, dt. 1972) – Erzählerreihe Nr. 183
- Im Zeichen des Skorpions (Под знака на Скорпиона, 1970; dt. 1983) – DIE-Reihe
- Neun, die Zahl der Kobra (Девет, числото на кобрата, 1977; dt. 1979) – DIE-Reihe
- Der Tod heißt „Zentaur“ (Смъртта се нарича Кентавър, 1984; dt. 1985) – Blaulicht-Reihe Nr. 244
- Unsichtbare Spuren (dt. 1986) – Blaulicht-Reihe Nr. 247
- Die Schlinge der Harpyien (Примката на харпиите, 1982; dt. 1988) – DIE-Reihe

### Science-Fiction
- In der Anthologie Kontaktversuche. Eine Anthologie bulgarischer phantastischer Erzählungen, Hrsg.: Erik Simon, Verlag Das Neue Berlin, Berlin 1978,

mit vier Texten von Slawtschew:
- Das Los (Жребият), Übersetzer: Erik Simon, S. 25–33
- Das Rätsel des Weißen Tals (Загадката на Бялата долина), Übersetzerin: Gisela Frankenberg, S. 34–44
- Die letzte Erprobung (Последното изпитание), Übersetzer: Erik Simon, S. 33–45
- Die Stimme, die dich ruft (Гласът, който те вика), Übersetzer: Erik Simon, S. 55–82

- Astronavigator Färn. Science-fiction-Erzählungen (Originalzusammenstellung, Verlag Das Neue Berlin, Berlin 1989, ISBN 3-360-00247-4)

## Auszeichnungen
- 1966 – Erster Platz beim internationalen Wettbewerb für Hörfunkjournalismus in Tokio für das Stück „Ловци на атоми“ (Jäger des Atoms)
- 1969 – Großer Preis des Tokyo International Radio Journalism Competition für das Stück „Случаят Медея“ (Der Fall Medea)
- 2000 – Auszeichnung mit dem in Bulgarien renommierten Preis für Science-Fiction  Graviton.[2]
- 2016 – Bulgacon-Award für sein Lebenswerk